# Tavasi Lajos
Tavasi Lajos, Tavassy Lajos, 1846-ig Teichengräber (Igló, 1814. augusztus 2. – Igló, 1877. január 28.) pedagógus, pedagógiai szakíró, a modern magyar pedagógia egyik úttörője, honvédtiszt.

## Származása, tanulmányai
Evangélikus vallású, cipszer eredetű polgári családban született. Teichengräber Márton mészáros és Scholtz Anna Mária fia. Alsóbb iskoláit Iglón, Losoncon és Sárospatakon végezte. 1831-től 1836-ig Lőcsén teológiát és bölcseletet tanult, közben elsajátította az angol, francia, és olasz nyelvet. Korán árvaságra jutott, ezért tanulmányi ideje alatt, mint tanulótársainak magántanítója tartotta fenn magát. 1836-tól 1839-ig nevelő volt Acsán, báró Prónay Albert házánál, majd a jenai, hallei, göttingeni és berlini egyetemeken folytatta tanulmányait. A jenai egyetemen bölcsészdoktori oklevelet szerzett. Hazatérése után 1842-ben egy évig nevelő volt Pesten, Szirmay Ádám hétszemélynök családjánál, eközben az országot járva igyekezett megismerni a különböző vidékek társadalmi, gazdasági és kulturális viszonyait. Pedagógusi pályáját 1843-ban a pesti evangélikus gimnázium tanáraként kezdte.

## Katonatiszti pályafutása
1849 január 5-én, a császári haderő bevonulásakor a magyar csapatokkal együtt elhagyta a fővárost. Január 21-étől hadnagyi rangban Balmazújvárosban, Debrecenben, majd Mezőhegyesen a pesti egyetemi légió segédtisztje volt. Áprilistól kinevezték a Csanád vármegyei önkéntes nemzetőr zászlóalj 6. századának parancsnokává. Alakulatát a bánsági hadszíntéren vetették be. 1849. június 26-án századossá léptették elő és a pesti egyetemi légióból alakított 90. honvédzászlóalj 5. századának parancsnokává nevezték ki. A dévai fegyverletételnél került fogságba. Büntetésül besorozták a császári hadsereg 37. (Paszkevics) gyalogezredébe. Közlegényként Itáliában szolgált. Fél év elteltével Grawert tábornok fiának nevelője lett és felváltva Velencében, Milánóban és Bolognában lakott. 1851-ben elbocsátották a hadseregtől és kényszerlakhelyéül Iglót jelölték ki. 1852-től báró Bánffy Miklós házánál, majd Iglóra visszatérve a Nadler családnál volt nevelő. Pedagógusi pályáját 1855-ben, az Iglói evangélikus gimnázium tanáraként folytatta.

## Pedagógusi pályája
Jelentős érdemeket szerzett a korszerű pedagógiai nézetek, elsősorban Johann Heinrich Pestalozzi nevelési nézeteinek magyarországi elterjesztésében. 1845-ben a pesti evangélikus gimnázium igazgatója lett. Itt a korban újnak számító oktatási módszereket vezetett be. Fontosnak tartotta a tanulók testmozgását, az önképzőköri munkát, gondoskodott jól felszerelt könyvtárról. A tanárok tudományos munkásságának fórumaként Tanodai hirdetmény címmel kiadványt szerkesztett. 1846-ban ő indította el, és 1848-ig ő szerkesztette az első magyar nyelvű pedagógiai szakfolyóiratot, Nevelési Emléklapok címmel. 1846-ban ő szervezte meg Magyarországon az első protestáns tanári gyűlést, majd 1848-ban az első egyetemes tanítógyűlést. 1855-től haláláig az iglói evangélikus gimnázium tanára, illetve 1867–68-ban igazgatója volt. 1865-ben jelentős érdemeket szerzett az algimnázium nyolc osztályos főgimnáziummá alakításában, melyet a Trangous testvérek – Trangous József evangélikus egyházkerületi felügyelő és Trangous Lajos nyugalmazott kapitány – hagyatékának felhasználásával valósítottak meg.

### Művei (válogatás)
- Két beszéd, mellyet a pesti esperes. evang. gymnasium szónokköltészeti osztályú tanítói és az összes tanodák igazgatói hivatalába igtatáskor... szept. 4. 1845. mondott (Pest, 1845);
- A gyermekek tanodáztatásáról és a köz- és nyilvános tanodai vizsgálatok tartásáról két tanszéki beszéd (Pest, 1847);
- Naplója és jegyzőkönyve a Pesten 1846. aug. 10., 11. és 12. napján tartott első prot. tanári köztanácskozmánynak (Pest, 1847);
- Emlékbeszéd Schedius Lajos felett (Nevelési Emléklapok, 1848);
- Tanoda és egyház. Tanítónak levelei egy paphoz (Pest, 1848);
- A nevelési irodalom és a hazai tanítók köztanácskozmányáról (Pest, 1848);
- Az első egyetemes és közös magyar tanítói gyűlésnek dolgozatai (Pest, 1848);
- Winke über Reform und Erweiterung der protest. evang. Schule zu Igló in Zipsen. Mit besonderer Rücksicht auf den k. k. Ministerial-Entwurf der Organisation der Gymnasien und Realschulen in Oesterreich (Pest, 1853);
- Nevelői emlékül növendékeimnek (költemények, Pest, 1854);
- Balaton-füredi emlék. Társasági sorsjáték Balaton-Füreden 1854-ben. Versbe foglalva (költemények, Pest, 1854)
- Erster Jahresbericht des Zipser evang. Schullehrer-Vereines mit einem Anhange (Pest, 1866);
- Die Iglóer Repräsentantenwahl. Ein offenes Wort an seine Mitbürger (Kassa–Igló, 1873)
- Egy hang a XVI. szepesi városból a törvényhatóságok tervezett kikerekitése tárgyában (Igló, 1874)

## Emlékezete
Családja nem volt, vagyonát jótékony célokra hagyta. 1955-ben Oroszné Murvai Margit szerkesztésében Tavasi Lajos válogatott pedagógiai munkái címmel kiadták műveinek válogatását.